# 흰코사키
흰코사키(Chiropotes albinasus)는 신세계원숭이에 속하는 수염사키원숭이의 일종이다. 브라질의 아마존 우림 중남부에서 발견되는 멸종위기 종이다. 학명과 속명 모두 콧와 코 주변의 색깔이 희끄무레하게 옅어지는 특징때문에 지어졌다. 살아있는 종들은, 실은 밝은 핑크 색(하지만 가늘고, 드물게 흰 털이 보이는)이며, 털 가죽은 검은 색이다. 수염사키원숭이속 원숭이들 중에서 밝은 색 코를 지닌 종은 흰코사키밖에 없다.